# ديفيد نوغينت
ديفيد نوغينت (بالإنجليزية: David Nugent)‏ (مواليد 2 مايو 1985 في هويتون - إنجلترا) لاعب كرة قدم إنجليزي يلعب حاليا لصالح نادي الدرجة الممتازة بيرنلي الإنجليزي منذ 2009 في مركز المهاجم . .

## روابط خارجية
- ديفيد نوغينت على موقع الاتحاد الأوربي (الإنجليزية)
- ديفيد نوغينت على موقع قاعدة بيانات كرة القدم.إي يو (الإنجليزية)
- ديفيد نوغينت على موقع ليكيب (الفرنسية)
- ديفيد نوغينت على موقع ناشيونال فوتبول تيمز (الإنجليزية)
- ديفيد نوغينت على موقع Soccerbase.com (لاعب) (الإنجليزية)
- ديفيد نوغينت على موقع Soccerway.com (الإنجليزية)
- ديفيد نوغينت على موقع عالم كرة القدم.نت (الإنجليزية)
- ديفيد نوغينت على موقع كووورة
- ديفيد نوغينت على موقع AS.com (الإسبانية)